# Porchov
Porchov (in russo Порхов? anche traslitterata come Porkhov o Porhov) è una cittadina della Russia europea (oblast' di Pskov), situata sul fiume Šelon', 88 km a est del capoluogo. È capoluogo del distretto omonimo.
Fondata nel 1239 come fortezza a difesa dei confini della repubblica di Novgorod; ottenne lo status di città nel 1777 sotto il regno di Caterina II.
La cittadina è una fermata sulla linea ferroviaria fra Mosca e Tallinn.

## Società

### Evoluzione demografica
Fonte: mojgorod.ru
- 1897: 5.600
- 1926: 8.000
- 1959: 7.600
- 1989: 14.200
- 2002: 12.263
- 2007: 11.500